# Glochidion celastroides
Glochidion celastroides är en emblikaväxtart som först beskrevs av Johannes Müller Argoviensis, och fick sitt nu gällande namn av Ferdinand Albin Pax. Glochidion celastroides ingår i släktet Glochidion och familjen emblikaväxter. Inga underarter finns listade i Catalogue of Life.